# 中國汽車製造商列表

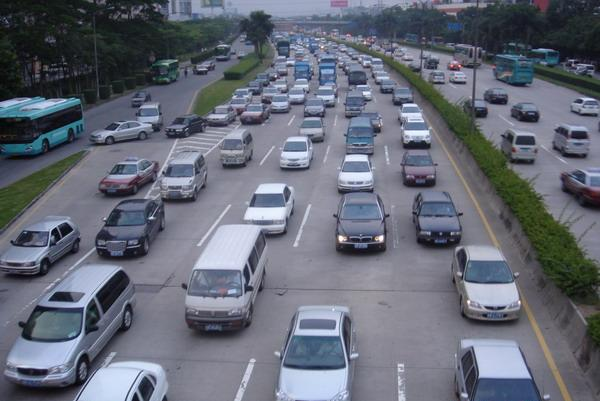
廣東省深圳市的車流

本條目列出中華人民共和國的汽車製造商及汽車品牌名稱。

## 國營品牌

### 由中央政府擁有
- 一汽 （1953年至今）
  - 解放牌汽車（1953年至今）
  - 紅旗汽車（1958年至今）
  - 奔騰 (汽車)（2016年至今）
  - 一汽吉林（英语：FAW Jilin）
  - 一汽大眾（與大眾集團合資）
    - 一汽奥迪
    - 捷達 (品牌)（2019年至今）

  - 一汽豐田（與豐田汽車合資）
  - 一汽通用（與通用汽車合資）

- 東風汽車（1969至今）
  - 东风风神（英语：Aeolus (marque)）（2009年至今）
  - 东风纳米（英语：Dongfeng Nammi）（2023年至今）
  - 东风奕派
  - 嵐圖（2020年至今）
  - 猛士
  - 东风本田（與本田汽車合資）
    - 思銘

  - 神龙汽车
    - 东风富康
    - 东风标致
    - 东风雪铁龙
    - DS汽车

  - 東風日產（與日產汽車合資）
    - 启辰（2010至今）
    - 东风英菲尼迪
    - 鄭州日產
      - 東風風度

  - 东风柳汽
    - 东风风行（英语：Forthing）

  - 东风能迪
  - 東風揚子江汽車
  - 东风汽车股份有限公司
    - 东风御风（英语：Dongfeng Yufeng）

  - 福汽集团
    - 新龙马汽车
    - 金龍聯合汽車
      - 南京金龍
      - 海格客车

    - 云度汽车
    - 启腾

### 由地方政府擁有
- 上汽集團（1955年至今）
  - 智己汽車（2020年至今）
  - 上汽大通（2011年至今）
  - 名爵（2006年至今）
  - 飛凡汽車（2021年至今）
  - 南京汽車集團（1947年至今）
    - 躍進（1995年至今）
    - 南京依维柯

  - 榮威（2006年至今）
  - 上汽通用（與通用汽車合資）
    - 上汽通用五菱（1958年至今；與广西汽车集团合資）
      - 寶駿

    - 上汽通用雪佛兰
    - 上汽通用别克
    - 上汽通用凯迪拉克

  - 上汽大眾（與大眾集團合資）
    - 上汽大眾斯柯達
    - 上汽奥迪

  - 上汽红岩
  - 申沃客车

- 北汽集團（1988年至今）
  - 北京汽车
    - 绅宝汽车
    - 北京現代（與現代汽車合資）
    - 北京奔馳（與梅賽德斯-奔馳合資）
    - 福建奔馳（與梅賽德斯-奔馳和福汽集团合資）

  - 北汽蓝谷
    - 极狐汽车
    - 享界

  - 北汽福田（1996年至今）
    - 寶沃汽車

  - 昌河汽車
  - 享界
  - 常州长江客车
  - 北汽瑞翔（與銀翔集團合資）
    - 北汽幻速
    - 北汽威旺

- 廣汽集團（1955年至今）
  - 埃安（2018年至今）
    - 昊鉑汽車（2022年至今）

  - 传祺（2010年至今）
  - 廣汽本田（1998年至今；與本田汽車合資）
    - 理念（2008年至今）

  - 廣汽豐田（2004年至今，與豐田汽車合資）
    - 領志（2015年至今）

- 長安汽車（1990年至今）
  - 神騏
  - 长安跨越
  - 长安凯程
  - 长安欧尚（英语：Oshan (marque)）
  - 长安启源
  - 深藍汽車
  - 阿維塔科技（與寧德時代合資）
  - 长安福特（與福特汽車合資）
    - 长安林肯

  - 长安马自达（與馬自達合資）

- 奇瑞（1997年至今）
  - 星途
  - 欧萌达
  - Jaecoo（英语：Jaecoo）
  - 捷途
  - iCar
  - 智界
  - 奇瑞捷豹路虎（與塔塔汽车合資）
  - 東南（1995年至今）
  - 开瑞
  - 萬達客車
  - 聯合重卡

- 江淮汽車（1964年至今）
  - 瑞風
  - 思皓（與大眾集團合資）
  - 釔為

- 江鈴集團（1947年至今）
  - 江鈴（1993年至今）
  - 江铃驭胜
  - 江鈴福特（與福特汽車合資）
  - 陸風（2004年至今）
  - 江鈴晶馬（1958年至今）
  - 江鈴集團新能源（2015年至今，與雷諾合資）

- 華晨汽車集團（1992年至今）
  - 金杯 （1991年至今）
  - 華晨中華（2002年至今）
  - 華晨新日（2018年至今）
  - 華晨寶馬（與寶馬汽車合資）
    - 之諾（2013年至今）

- 广西汽车集团
  - 五菱汽车
  - 菱势汽车

- 海馬汽車（1992–2021，由海南省人民政府與萬事得合資成立）

- 山東重工集團
  - 濰柴動力
    - 陕汽集团

  - 重汽集团
    - 中國重汽（香港）

## 民營及獨立品牌
- 愛馳汽車（2017年至今）
- 北京汽車製造廠（BAW）（1958–2020為北汽集團旗下，2020至今成為獨立品牌）
- 比亞迪（2003年至今）
  - 騰勢汽車（2010年至今）
  - 仰望汽車（2023年至今）
  - 方程豹（2023年至今）
- 吉利控股（1998年至今）
  - 吉利汽車
    - 吉利幾何（停產）
    - 吉利銀河

  - 領克（2016年至今）
  - 极氪
  - 极越
  - 睿藍
  - 富豪汽車（2010年至今）
    - 極星

  - 蓮花
  - 遠程
  - 雷達
  - 集度（與百度合資）
  - 司麥特（與奔馳合資）
  - 曹操汽車
  - 寶騰
  - 上海华普汽车（停產）
  - 全球鹰（停產）
  - 吉利英伦（停產）
- 長城汽車（1984年至今）
  - 長城
  - 哈弗
  - 坦克汽車（英语：Tank (marque)）
  - 歐拉
  - 魏牌
  - 沙龍（停產）
- 曙光汽車集團（1984年至今）
  - 黃海客車
- 華泰汽車（2000年至今）
- 黑豹汽車（1990年至今）
- 恒驰汽车（2020年至今）
- 斯威汽车
- 高合汽車（華人運通旗下，2017年至今）
- 合眾汽車（2014年至今）
  - 哪吒汽車
- 金龍汽車（1988年至今）
- 零跑汽車（2016年至今）
  - 福建新福达汽车（2001至今）[1][2]
- 小鵬汽車（2014年至今）
  - 福迪汽車（1988年至今）
- 力帆汽車（1992至2020）（停產）
- 蔚來汽車（2014至今）
- 陝汽（1968至今）
- 山東黑豹（1990至今）
- 中國機械工業集團
  - 国机智骏（英语：Zedriv）（2017至今）
  - 恒天汽車（2010至今）
- 新特汽車（英语：SiTech）（2018至今) 
  - 電動屋
- 開沃汽車
  - 创维汽车
  - 南京金龍
- 御捷車業
  - 朋克汽車
  - 領途汽車
    - 百智汽車
- 大運集團
  - 大運汽車
  - 遠航汽車
- 索爾汽車（英语：Soar Automotive）
- 橙仕汽車
- 國金汽車
- 珠江投資管理集團
  - 合創汽車（與廣汽合資）
- 華梓車業
- 經緯恒潤
- 凌寶汽車
- 極石汽車
- 摩登汽車
- 未奧汽車
- 小虎汽車
- 小米汽車
- 中國兵器工業集團
  - 江南汽車
- 赛力斯集团
  - 赛力斯
  - 问界
  - 藍電
  - 东风小康
    - 东风风光

  - 瑞驰汽车
- 速達汽車（英语：Suda (marque)）
- 申龙客车
- 唐駿歐玲（英语：Tangjun Ou Ling）
- 天馬汽車
- 泰克魯斯·騰風（英语：Techrules）
- 騰中重工
- 萬山特種車輛
- 威馬汽車
- 松散songsan
- 五洲龍
- 新凱汽車（英语：Xinkai）
- 理想汽車
- 宇通客車
- 智點汽車（英语：Zhidian Automobile）
- 中興汽車
- 紅星汽車[3]
- 江特九龍汽車（英语：Jiangte Joylong Automobile）

## 已結業的車企

### 破產
- 安達爾（1991-2016）[4]
- 八閩汽車（1986-2010）[5][6]
- 寶龍汽車（英语：Guangzhou Baolong Motors）（1998-2005）
- 濱州普萊德（2005-2008）[7]
- 博骏汽車（英语：Bordrin）
- 拜騰（2016-2021）
- 迪賽（1989–1996）[8]
- 大乘汽車（2018–2021）[9]
- 江西華翔富奇汽車（英语：Jiangxi Huaxiang Fuqi Automobile）（1969–2013）
- 貴航雲雀（1989–2005）
- 綠野汽車（2010–2016）[10][11]
- 三星汽車（1990–2002）[12][13]
- 山鹿汽車（1991–2001）[14]
- 瀋陽黑豹（2001–2005）[15]
- 速達（2010-2023）[16][17]
- 成都天駒汽車（1987–2011）
  - 夜明珠汽車（1988–2011）[18]
- 吉林通田汽車（2002–2005）[19][20]
- 廣州羊城汽車（Ycaco；1987–1993；被併入廣汽）[21]
- 青年汽車（2001–2019）
- 野馬汽車（1994–2019，被雷丁汽車收購）
- 觀致汽車（2007–2022）
- 雷丁汽車（2008-2023）

### 退出汽車製造業
- 奧克斯汽車（2003-2005）[22]
- 波導（2005-2009，曾與長豐汽車合資）[23]
- 夏利（1997–2019，天津一汽子品牌；2021年重組更名成為中國鐵物）[24][25]
- 三九汽車[26][27][28]（只做CKD組裝廠）

### 被收購或已不存在的子公司
- 大地汽車（英语：Dadi Auto）（1988–2012；被中國恆天收購）
- 大同塞北箭汽車（1954–1998；被收購）
  - 雲崗汽車（1989–1998；被收購）
- 一汽歐朗（2012–2015，一汽子品牌）
- 一汽華利（1984–2002，一汽子品牌）
- 一汽吉林（1980-2019，一汽子品牌）
- 一汽駿派（1965–2019，一汽子品牌）
- 帝豪（2009–2014；吉利旗下子品牌，後來被併入吉利）
- 知豆（2014–2020；吉利子品牌）
- 福州汽車廠（1956–1984）
  - 福州市汽车工业公司（1984–1990，福建省汽車工業集團前身）
- 福達（1990–2001；後來成為福建新福達）
- 長豐汽車（1950-1996，被廣汽收購）
- 吉奧汽車（2003–2016，被廣汽收購）
  - 漢江汽車（由陝汽集團和陝飛集團共同出資成立；被吉奧汽車收購）[29]
- 哈飛汽車（1950–2015，被長安汽車收購）
- 儀徵汽車/黎明汽車（1986–2001）[30]
- 躍進汽車（1999–2007，南汽子公司）
- 女神汽車（1990–2001；江淮汽車子公司）
- 中順汽車（2003–2018，被威馬汽車收購）
- 瑞麒（2009–2013；奇瑞子品牌）
- 威麟（2009–2013；奇瑞子品牌）
- 君馬汽車（2017–2021；眾泰汽車子品牌）
- 大邁汽車（2015–2021（2017–2021；眾泰汽車子品牌）
- 秦川汽車（1987–2002；被比亞迪收購）
- 安徽通寶汽車（1992-2006，被重慶宗申機車收購）[31]

### 被工信部撤銷汽車生產資質
- 雙環汽車（1988–2016）[32]
- 中博汽車[33]
- 金程汽車[34]
- 華陽汽車（英语：Huayang Auto）（1987–2008）
- 江淮安馳汽車[35]
- 宗申通寶汽車
- 粵江微型汽車[36][37]
- 慶鈴汽車

## 汽車組裝廠
- 湛江三星汽車[38][39][40]
- 北京中聯專用汽車廠[41]
- 廣東金徽汽車改裝廠[42]
- 廣東萬里汽車[43][44]

## 合資品牌
過去外國品牌來華生產汽車時，必須與國內本地的汽車集團合資，並最多只能合資不超過兩間車廠。自2022年元旦起，國家發改委、商務部發佈《外商投資准入特別管理措施（負面清單）（2021年版）》宣布取消有關限制。
以下列出所有在華合資的外資汽車品牌

### 所有在華合資汽車公司
- 大眾集團
  - 一汽大眾（與一汽合資）
  - 上汽大眾（與上汽合資）
  - 江淮大眾（與江淮汽車合資）
- 通用集團
  - 上汽通用（與上汽合資）
  - 上汽通用五菱（與上汽和五菱合資）
  - （結業） 一汽通用（與一汽合資）
  - （結業） 金杯通用（與華晨合資）
- 福特汽車
  - 長安福特（與長安汽車合資）
    - （結業）长安沃尔沃（被吉利收購）
    - 長安林肯

  - 江鈴福特（與江鈴汽車合資）
- 斯泰蘭蒂斯
  - 東風標緻雪鐵龍汽車（與東風汽車合資）
  - （破產）[46] 廣汽菲亞特克萊斯勒（與廣汽合資）
  - （結業） 長安標緻雪鐵龍（與長安汽車合資，最後賣給寶能集團）
  - （結業） 廣州標緻（與廣汽合資）
  - （結業） 南京菲亞特
  - （結業） 北京吉普（被戴姆納集團取代）
- 雷諾汽車
  - （結業） 華晨雷諾 / 金杯（與華晨汽車集團合資）
  - （結業） 東風雷諾
  - （結業） 三江雷諾[47][48]
- 日產汽車
  - （結業）廣汽三菱（與廣汽合資）
  - （結業） 北汽三菱（北京吉普）
  - 東風日產（與東風汽車合資）
    - 鄭州日產（與東風汽車合資）

  - （退出業務） 東南汽車（由三菱、福汽及中華汽車工業三方出資）
- 豐田
  - 一汽豐田（與一汽合資）
  - 廣汽豐田（與廣汽合資）
  - （結業）  一汽大發（與一汽合資）
- 梅赛德斯-奔驰
  - 北京奔馳（與北汽合資）
  - 福建奔馳（與福汽集团合資）
  - 司麥特（與吉利控股合資）
  - （退出業務）腾势汽车（與比亚迪合資）
- 本田
  - 東風本田（與東風汽車合資）
  - 廣汽本田（與廣汽合資）
    - （結業） 廣汽讴歌
- 現代集團
  - 悅達起亞（最初與起亞、東風汽車及江蘇悅達投資股份合資，後東風退股）
  - 北京現代（與北汽合資）
- 鈴木
  - （結業） 長安鈴木（與長安汽車合資）
  - （結業）昌河鈴木
- 五十鈴
  - 江西五十鈴（與江鈴汽車合資）
  - 慶鈴汽車
  - 广汽五十铃（與广汽集团合資）
  - 東風能迪（與東風汽車合資）
- 马自达
  - 长安马自达（與長安汽車合資）
  - （結業） 海南马自达
  - （結業） 一汽马自达（被一汽賣給長安汽車）
- 寶馬
  - 華晨寶馬（華晨汽車合資）
- 塔塔集團
  - 奇瑞捷豹路虎（與奇瑞合資）

- 裕隆汽車
  - （結業） 東風裕隆（與東風汽車合資）

## 獨資
- 特斯拉上海超級工廠
- 斯堪尼亞中國

## 來源
1. ↑  . www.forta.com.cn.   [2020-12-11].
2. ↑  . 汽車之家.
3. ↑  . 鳳凰網汽車. 2018-09-02.
4. ↑  陳浩 陳若天. . 人民網. 2022-12-01.
5. ↑  . 懂車帝. 2023-01-01.
6. ↑  . 網易. 2021-09-06.
7. ↑  . 腾讯网. 2022-10-24.
8. ↑  . 柳州日報. 2022-08-01.
9. ↑  潘昱辰. . 觀察者網. 2021-12-13.
10. ↑  . 新浪財經.
11. ↑  . 盖世汽车资讯.   [2021-09-16]. （原始内容存档于2023-07-15）.
12. ↑  . 懂車帝. 2022-06-28  [2023-09-20]. （原始内容存档于2023-05-01）.
13. ↑  . 搜狐. 2020-04-22.
14. ↑  . 汽車之家. 2023-01-13  [2023-09-20]. （原始内容存档于2023-10-06）.
15. ↑  . 汽車之家. 2022-12-16  [2023-09-20]. （原始内容存档于2023-10-06）.
16. ↑  . 搜狐.   [2023-11-17]. （原始内容存档于2023-11-17）.
17. ↑  . 搜狐. 2021-09-09  [2023-11-17]. （原始内容存档于2023-11-17）.
18. ↑  . 汽車之家. 2022-12-31  [2023-09-20]. （原始内容存档于2023-10-06）.
19. ↑  . 新浪汽車. 2004-06-10  [2023-09-20]. （原始内容存档于2023-06-06）.
20. ↑  . 新浪汽車. 2004-05-21  [2023-09-20]. （原始内容存档于2005-02-08）.
21. ↑  . 新浪汽車.   [2023-09-20]. （原始内容存档于2023-10-06）.
22. ↑  . 汽車之家. 2014-12-31  [2023-09-20]. （原始内容存档于2023-10-06）.
23. ↑  李伊文. . 汽車之家. 2014-12-31  [2023-09-20]. （原始内容存档于2023-10-06）.
24. ↑  段思瑶. . 每日经济新闻. 2019-12-24  [2023-06-10]. （原始内容存档于2023-06-10）.
25. ↑  . 深圳证券交易所. 中国铁路物资股份有限公司.   [2023-06-10]. （原始内容存档于2023-06-10）.
26. ↑  . ChinaCarHistory. 2018-06-22  [2023-11-17]. （原始内容存档于2023-06-28） （英语）.
27. ↑  . 搜狐. 2023-06-18  [2023-11-17]. （原始内容存档于2023-11-17）.
28. ↑  . 鳳凰網汽車. 2020-07-01  [2023-11-17]. （原始内容存档于2020-08-08）.
29. ↑  . 搜狐汽車. 2006-08-02  [2023-09-20]. （原始内容存档于2023-01-29）.
30. ↑  . 搜狐. 2021-06-13  [2023-09-20]. （原始内容存档于2023-10-06）.
31. ↑  . CVNews. 2006-07-31  [2023-10-05]. （原始内容存档于2023-10-06）.
32. ↑  . 中國網. 2016-03-01  [2023-11-17]. （原始内容存档于2023-11-17）.
33. ↑  . 央广网. 2016-03-14  [2023-11-17]. （原始内容存档于2023-11-17）.
34. ↑  . 人民網. 2016-03-13  [2023-11-17]. （原始内容存档于2023-11-17）.
35. ↑  . 懂車帝. 2020-05-30  [2023-11-17]. （原始内容存档于2023-11-17）.
36. ↑  . 王力汽車網.   [2023-11-17]. （原始内容存档于2023-11-17）.
37. ↑  . 搜狐. 2016-03-03  [2023-11-17]. （原始内容存档于2023-11-17）.
38. ↑  . 汽車之家. 2016-03-03  [2023-11-17]. （原始内容存档于2023-11-17）.
39. ↑  . 懂车帝. 2022-06-27  [2023-09-20]. （原始内容存档于2023-05-01）.
40. ↑  . ChinaCarHistory. 2017-12-29  [2023-11-17]. （原始内容存档于2023-11-17） （英语）.
41. ↑  . ChinaCarHistory. 2018-02-04  [2023-11-17]. （原始内容存档于2023-01-16） （英语）.
42. ↑  . ChinaCarHistory. 2018-04-03  [2023-11-17]. （原始内容存档于2023-06-24） （英语）.
43. ↑  . 北美生活引擎. 2021-10-02  [2023-11-17]. （原始内容存档于2023-11-17）.
44. ↑  . ChinaCarHistory.   [2023-11-17]. （原始内容存档于2023-06-27） （英语）.
45. ↑  唐柳杨 武子晔. . 第一財經. 2022-01-01  [2023-09-20]. （原始内容存档于2023-10-06）.
46. ↑  . www.media.stellantis.com.   [2022-07-18]. （原始内容存档于2022-11-13） （英语）.
47. ↑  . 搜狐. 2018-08-15  [2023-11-17]. （原始内容存档于2023-11-17）.
48. ↑  . 汽車之家. 2020-04-21  [2023-11-17]. （原始内容存档于2023-11-17）.